# 笹山洋一
笹山 洋一（ささやま よういち、1975年5月7日 - ）は、宮崎県出身の元プロ野球選手（投手）。140km/hの速球にカーブやスライダーを加えて三振を奪う、本格派右腕だった。

## 来歴・人物
小学3年の時に野球を始める。中学時代に宮崎県で初となる全中優勝を果たし、そのメンバーのほとんどが進学した小林西高では3年生になるとエースで4番を務め、宮崎県大会では1人で6試合を投げ抜くとともに打率.500を記録し、1993年の夏の選手権に同校は初出場を果たした。選手権大会では学法石川との1回戦で逆転サヨナラとなる二塁打を放ち、長崎日大との2回戦では1失点完投で中村隼人に投げ勝っている。準々決勝で金子誠のいる常総学院を相手に延長10回を完投したが、3対6で敗れた。
選手権大会後には高校選抜チームの一員としてヨーロッパ遠征に参加した。潜在能力の高さなどが評価され、同年のドラフトで中日ドラゴンズに3位指名を受け入団。契約金、年俸はそれぞれ5,500万円、540万円（いずれも推定）だった。プロでは打者転向も声もあったが本人の希望により投手での入団となった。1995年は一軍で3試合に登板して自責点0だったが、翌1996年は右肘靭帯故障のため一度も一軍に上がる事が出来ず、同年に戦力外通告を受けて引退した。

## 詳細情報

### 年度別投手成績
| 年 度     | 球 団     | 登 板 | 先 発 | 完 投 | 完 封 | 無 四 球 | 勝 利 | 敗 戦 | セ 丨 ブ | ホ 丨 ル ド | 勝 率 | 打 者 | 投 球 回 | 被 安 打 | 被 本 塁 打 | 与 四 球 | 敬 遠 | 与 死 球 | 奪 三 振 | 暴 投 | ボ 丨 ク | 失 点 | 自 責 点 | 防 御 率 | W H I P |
| --------- | --------- | ----- | ----- | ----- | ----- | -------- | ----- | ----- | -------- | ----------- | ----- | ----- | -------- | -------- | ----------- | -------- | ----- | -------- | -------- | ----- | -------- | ----- | -------- | -------- | ------- |
| 1995      | 中日      | 3     | 0     | 0     | 0     | 0        | 0     | 0     | 0        | --          | ----  | 20    | 5.0      | 3        | 0           | 2        | 0     | 0        | 3        | 0     | 0        | 1     | 0        | 0.00     | 1.00    |
| 通算：1年 | 通算：1年 | 3     | 0     | 0     | 0     | 0        | 0     | 0     | 0        | --          | ----  | 20    | 5.0      | 3        | 0           | 2        | 0     | 0        | 3        | 0     | 0        | 1     | 0        | 0.00     | 1.00    |

### 記録
- 初登板：1995年6月7日、対広島東洋カープ戦（広島市民球場）、7回裏に4番手として救援登板、2回無失点

### 背番号
- 59 （1994年 - 1996年）